# Маркевич, Констанция
Конста́нция Георги́на Ма́ркевич (англ. Constance Georgine Markievicz, урождённая Гор-Бут, Gore-Booth; 4 февраля 1868, Лондон — 15 июля 1927, Дублин) — ирландская суфражистка, политическая деятельница партий Шинн Фейн и Фианна Файл, революционерка-социалистка и националистка.
Родилась в семье богатых землевладельцев с ирландскими корнями, в девичестве носила фамилию Гор-Бут. Изучала изобразительное искусство в Лондоне, в 1898 году продолжила образование в этом направлении в Париже, где и познакомилась со своим будущим мужем — графом Казимиром Дуниным-Маркевичем. С начала 1910-х годов принимала активное участие в общественно-политической жизни Ирландии, поддерживая движение за независимость страны; в 1916 году принимала участие в Пасхальном восстании, после разгрома которого была заключена в тюрьму и вышла на свободу в июне 1917 года.
В декабре 1918 года она стала первой женщиной, избранной в нижнюю палату британского парламента — Палату общин, но не заняла своё место, следуя политике Шинн Фейн принимать участие в выборах в британский парламент, но не участвовать в его работе (а сама она была вновь арестована), в связи с чем она вместе с другими членами Шинн Фейн вошла в состав первого Дойла. Она также стала одной из первых женщин в истории, занявших в правительстве пост министра (была министром труда в Ирландской республике в 1919—1922 годах). В последние годы жизни продолжала вести активную общественную деятельность.

## Биография

### Детство и юность
Констанция Джорждин родилась в Вестминстере (Лондон) в доме на улице Buckingham Gate. Девичьей её фамилией была Гор-Бут. Констанция стала старшей дочерью в семье полярного исследователя и путешественника сэра Генри Гор-Бута, богатого землевладельца, и Джорджины Гор-Бут, урождённой Хилл. Во время Ирландского голода 1879—1880 годов сэр Генри снабжал бесплатной провизией своих арендаторов в Lissadell House на севере графства Слайго (северо-западная Ирландия). Пример отца научил Констанцию и её младшую сестру, Еву Гор-Бут, беспокойству и заботе о неимущих. Дом Гор-Бутов часто навещал поэт У. Б. Йейтс, у которого сёстры переняли художественные и политические взгляды. Йейтс написал посмертное стихотворение «In Memory of Eva Gore-Booth and Con Markiewicz», в которой описывает обеих сестёр. Позже Ева стала писательницей и драматургом, также примкнувшей к рабочему и суфражистскому движениям в Англии, хотя изначально будущая графиня не разделяла идей своей сестры.

### Замужество и ранняя политическая карьера
Гор-Бут приняла решение обучаться на художницу, однако в то время лишь одна школа в Дублине принимала женщин-студенток. В 1892 году она отправилась в Лондон для обучения в Slade School of Fine Art. Примерно в это же время Констанция получила свой первый политический активистский опыт и присоединилась к Национальному союзу феминисток. Позже она переехала в Париж и поступила в престижную Академию Жюлиана, где познакомилась со своим будущим мужем, Казимиром Дуниным-Маркевичем, художником из богатой польской семьи, чьи владения находились на территории современной Украины. На тот момент он был женат, но его жена умерла в 1899 году, и он женился на Констанции Гор-Бут 29 сентября 1900 года в Лондоне, сделав её графиней Маркевич. В ноябре 1901 года Констанция родила дочку Мив в Lissadell House. Девочка воспитывалась родителями Констанции. Кроме дочери в семье Констанции и Казимира был ещё один ребёнок, сын Казимира от первого брака, Николай, которого перевезли в Ирландию. Утверждается, что Маркевич проявляла особую заботу о мальчике и была сильно подавлена, когда тот принял решение вернуться в Польшу. Зная, что её арест неминуем после участия в Пасхальном восстании, она спрятала серебряное ружьё, которое Николай подарил ей.

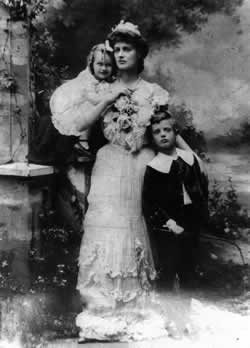
Констанция Маркевич с дочерью и приёмным сыном

Маркевичи обосновались в Дублине в 1903 году и вращались в артистических и литературных кругах, где о графине сложилось мнение как об одарённой пейзажистке. В 1905 году вместе с Сарой Пёрсер, Натаниэлем Хоуном (мл.), Уолтером Осборном и Джоном Батлером Йетсом она основала United Artists Club в попытке собрать вместе всех людей Дублина с артистическими и литературными наклонностями. на тот момент ничего реального не связывало Констанцию с революционной политикой, однако общаясь в этой среде она встречалась с важными фигурами из Гэльской лиги, основанной будущим первым президентом Ирландии, Дугласом Хайдом. Формально аполитичная и созданная для сохранения гэльского языка и культуры лига собрала вместе множество патриотов и будущих политических деятелей. Сара Пёрсер, которую сёстры Гор-Бут впервые встретили в 1882 году, когда она получила заказ на написание их портрета, держала салон, где собирались вместе артисты, писатели и интеллектуалы обеих националистических партий. В доме Пёрсер Маркевич встретилась с революционно настроенными патриотами Майклом Девиттом, Джоном О’Лири и Мод Гонн. В 1906 году Маркевичи арендовали маленький коттедж в пригороде Дублина. Предыдущий арендатор коттеджа, Патрик Колум, оставил в нём старые номера журнала The Peasant and Sinn Féin. Этот революционный журнал печатал материалы о необходимости освобождения Ирландии из-под управления Великобритании. Чтение этих журналов вдохновило графиню на активные действия.
В 1908 года Маркевич стала принимать активное участие в ирландской национальной политике. Она вступила в Шинн Фейн и Inghinidhe na hÉireann («Дочери Ирландии»), женское революционное движение, основанное актрисой и активисткой Мод Гонн, музой У. Б. Йейтса. Вместе с Мод она принимала участие в нескольких спектаклях в недавно открытом Театре Аббатства, сыгравшем немаловажную роль в подъёме культурного национализма. В этом же году Констанция приняла живое участие в кампании суфражисток по противодействию избранию Уинстона Черчилля в Парламент во время дополнительных выборов в Северо-Западном Манчестере, проехавшись по избирательному округу управляя пышной старомодно выглядящей каретой, запряжённой четвёркой белых лошадей. Когда какой-то мужчина-критикан спросил её, может ли она приготовить ужин, она ответила: «Да, а вы могли бы проехаться в карете с четвёркой лошадей?» (в английском языке выражение «провести карету с лошадьми» означает «найти лазейку для того, чтобы свести на нет закон»). В кампании против Черчилля также участвовали Ева Гор-Бут и её подруга-суфражистка Эстер Ропер, к которой Ева приехала в Манчестер. Отчасти благодаря акциям и сопротивлению суфражисток Черчилль проиграл эти выборы кандидату от консерваторов Уильяму Джойнсону-Хиксу.
В 1909 году Маркевич основала национальную военизированную скаутскую организацию «Герои Ирландии» (Fianna Éireann), где мальчиков и девочек обучали владению огнестрельным оружием. Патрик Пирс считал создание «Героев Ирландии» важной вехой на пути к созданию «Ирландских добровольцев» в 1913 году. Балмер Хобсон (Bulmer Hobson) и другие оспаривали утверждение графини о её участии в основании движения, однако, в 1965 году специальный исследовательский комитет во главе с начальником движения Liam Mac an Ultaigh пришёл к выводу, что именно Маркевич стояла у истоков «Героев Ирландии».
Впервые графиню заключили в тюрьму в 1911 году за выступление на демонстрации (собравшей 30 000 человек) организованной Ирландским республиканским братством (Irish Republican Brotherhood) для протеста против визита Георга V в Ирландию. Маркевич раздавала листовки, принимала участие в закидывании камнями портретов короля и королевы, предприняла попытку, увенчавшуюся успехом, сжечь гигантский британский флаг, снятый с Ленстер-хаус, во время чего была замечена Джеймсом МакАрдлом. Её подруга Хелена Молони (Helena Molony) была арестована за кидание камней и стала первой женщиной, заключённой в тюрьму за участие в политических демонстрациях со времён «Женской земельной лиги» («Ladies Land League»).
Также Маркевич вступила в ряды Ирландской гражданской армии социалиста Джеймса Коннолли, небольшого отряда добровольцев, созданного в ответ на Дублинский локаут 1913 года, для защиты рабочих-демонстрантов от полицейских. Констанция испытывала сочувствие к простым рабочим, несмотря на свой аристократический титул. Она набирала добровольцев, готовых чистить картошку в подвале, и раздавала еду. Вся еда закупалась на её деньги, поэтому в этот период ей пришлось взять много кредитов и продать все свои драгоценности. В тот же год силами «Дочерей Ирландии» (Inghinidhe na hÉireann) она организовала бесплатную столовую для школьников из бедных семей.
Она приняла участие в Howth gun-running, ключевой операции по снабжению оружием «Ирландских добровольцев». 26 июля 1914 года нагруженная оружием яхта «Асгард» (Asgard) вошла в бухту Хоут, где её встретили готовые к перевозке груза участники «Ирландской гражданской армии» во главе с Констанцией Маркевич. Также в операции участвовали Балмер Хобсон (Bulmer Hobson), Даррелл Фиггис (Darrell Figgis), Педар Кирни (Patrick Heeney) и Томас МакДонах (Thomas MacDonagh).

### Пасхальное восстание

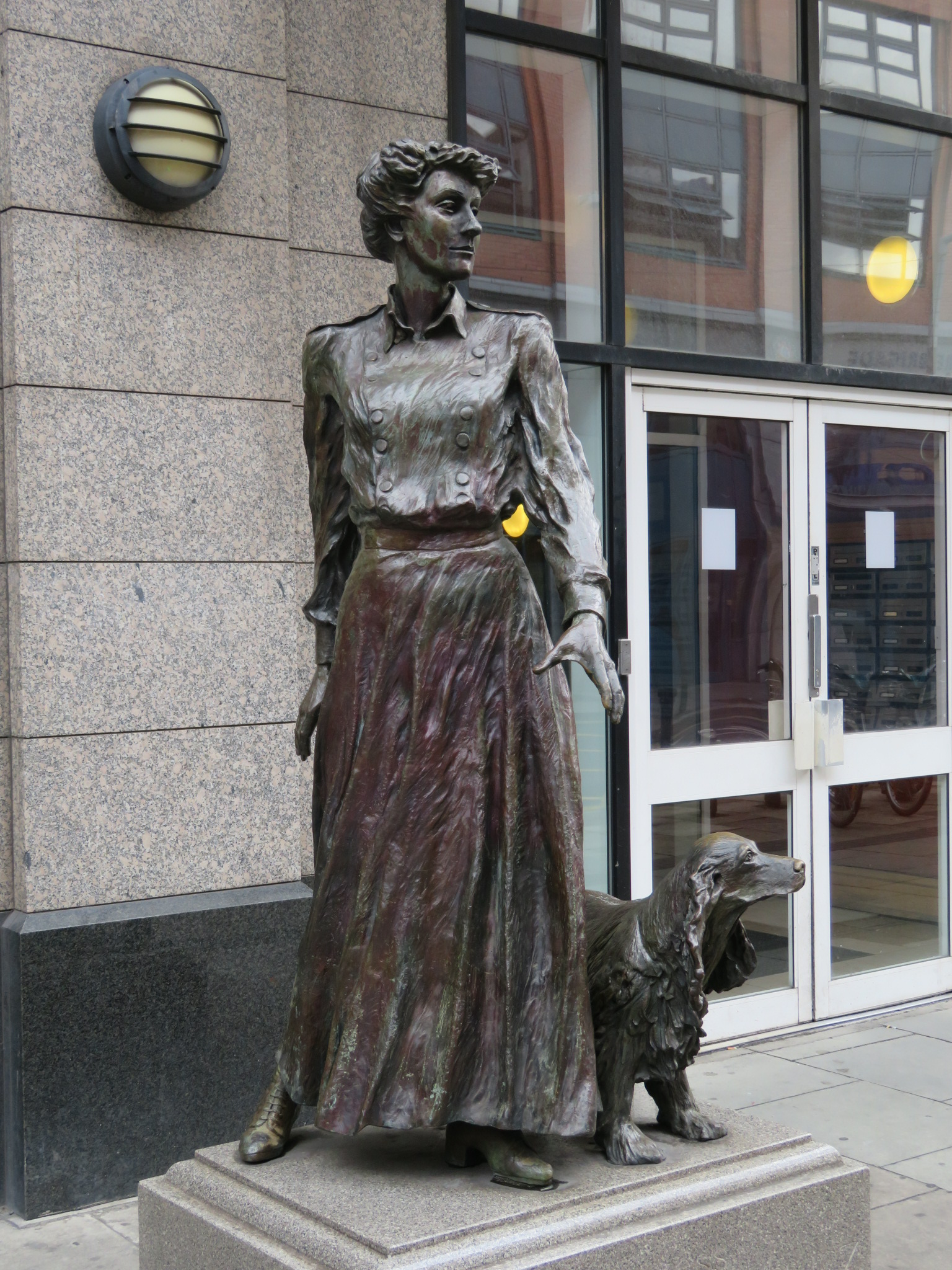
Памятник графине Маркевич в Дублине.

В 1913 году Казимир Маркевич уехал на Украину и уже никогда не возвращался в Ирландию, кроме 1927 года, когда он приехал к умирающей жене. Констанция участвовала в Пасхальном восстании как член Ирландской гражданской армии. Вместе с Джеймсом Коннолли она разработала униформу для солдат и гимн, представляющий из себя польскую песню с переписанным текстом. Маркевич получила чин офицера, давший ей возможность влиять на принимаемые решения и, самое важное, право на ношение оружия.
Лейтенант Маркевич во время восстания была назначена помощником командира Майклом Маллином (Michael Mallin) в Сант-Стивенс-Грин. Она руководила возведением баррикад в начале восстания и была в центре сражения у Сант-Стивен-Грин, ранив снайпера британской армии. Руководствуясь увиденным в военной кинохронике с западного фронта, повстанцы первоначально принялись рыть окопы в парке. Однако открытый британскими войсками огонь с крыш соседних домов показал несообразность выбранной ими тактики. Восставшие были вынуждены укрыться в здании находящего рядом с парком Английского королевского хирургического колледжа.
Маркевич и Маллин вместе с их людьми продержались ещё шесть дней, сдавшись только тогда, когда британцы показали им копию приказа о капитуляции Патрика Пирса. Принимавший капитуляцию английский капитан Виллер (Wheeler) был родственником Маркевич.
Сдавшиеся повстанцы были отправлены в Дублинский замок, а графиня Маркевич — в тюрьму Килмэнхем. Когда их вели по улицам Дублина, толпа смеялась над ними. Констанцию, единственную из семидесяти женщин-заключённых, заключили в одиночную камеру. На трибунале, прошедшем 4 мая 1916 года, Констанция Маркевич не признала себя виновной в «участии в военном мятеже, оказывающем поддержку противнику», но признала вину в попытке «вызвать недовольство среди гражданского населения» и заявила суду «Совершённое мной я считаю правильным и не изменю своего мнения». Её вина была доказана, однако при назначении меры наказания возникли затруднения. Изначально был вынесен смертный приговор, но генерал Максвелл заменил его на пожизненное заключение «с учётом пола заключённой». Обвинитель по делу Маркевич Вильям Вайли (William Wylie), получивший в 1924 году пост Верховного судьи, утверждал в письме к своей дочери, что Констанция говорила «Я всего лишь женщина, вы не можете убить женщину» и «не переставала плакать всё то время, пока находилась в зале суда».
Графиню этапировали в тюрьму Маунтджой (Mountjoy Prison), оттуда — в английскую тюрьму Олсбери (Aylesbury Prison) в июле 1916 года. В 1917 году она была освобождена в результате объявленной всеобщей амнистии для участников Пасхального восстания. Примерно в это же время Маркевич крестилась в католическую веру. Ранее она принадлежала к Ирландской церкви.

### ПервыйДойл
В 1918 году Констанция Маркевич вновь попала в тюрьму за участие в акциях, направленных против военного призыва. На всеобщих ирландских выборах 1918 года Маркевич победила своего соперника Уильяма Филда (William Field) и стала одним из 73 депутатов от партии Шинн Фейн. Таким образом, она стала первой женщиной, избранной в Палату общин Великобритании. Однако, в соответствии с политикой абстенционизма, проводимой Шинн Фейн, она так и не заняла своего законного депутатского места.
Когда её коллеги собрались в Дублине на съезд Первого Дойла, Парламента революционной Ирландской Республики, Констанция находилась в тюрьме Холловэй (Holloway Prison), поэтому при упоминании её имени отмечалось, что она «интернирована армией неприятеля». На выборах 1921 года Маркевич переизбрали во Второй Дойл.
Констанция Маркевич служила министром труда с апреля 1919 по январь 1922 года. Таким образом, она стала первой министром-женщиной в Ирландии (второй — в Европе) и удерживала это звание вплоть до 1979 года.

### Гражданская войнаиФианна Файл
Вместе с Имоном де Валера и другими политиками, не согласными с Англо-Ирландским договором, Констанция Маркевич вышла из правительства в 1922 году. Во время Гражданской войны участвовала в битве за Дублин. После окончания войны совершила поездку в США. В 1923 году была избрана в парламент от округа Южный Дублин. Вместе с другими республиканцами не заняла своего места в нём. Её упорное следование республиканским идеалам стало причиной очередного тюремного заключения, во время которого с группой из 92 заключённых объявила голодовку. Спустя месяц после этого графиня была выпущена на свободу.
Маркевич вступила в Фианна Файл со дня её основания и председательствовала на первом заседании новой партии в 1926 году. В июне 1927 года Констанция вошла в пятый Дойл как кандидат от новой партии Фианна Файл, пообещавшей войти в Палату представителей Ирландии. Но спустя пять недель после того, как она заняла своё место в парламенте, Констанция Маркевич умерла.
Она умерла 15 июля 1927 года в возрасте 59 лет. Предположительно от туберкулёза или осложнений, вызванных аппендицитом. Её муж, дочь и пасынок находились рядом с ней. Похоронена на кладбище Гласневин. Прощальную речь произнёс Имон де Валера, лидер партии Фианна Файл.
Довыборы на занятие её места в Дойле прошли 24 августа 1927 года. Их выиграл представитель партии Cumann na nGaedheal Томас Хеннеси. 
Ее бывший коллега по Гражданской армии драматург Шон О’Кейси сказал о ней: 

В сердце её было в избытке отчаянной храбрости. Оно было облачено ею, как бронёй.

## Память
Она появляется как эпизодический  персонаж в книге "Ирландское сердце".
В графстве Слайго именем Констанции Маркевич назван стадион Маркевич Парк (главный стадион ГАА в графстве)  и дорога "Маркевич Роад".
В Дублине в её честь назван многоквартирный дом графини Маркевич.
В 2018 году портрет Маркевич был подарен ирландским парламентом Палате общин Великобритании в ознаменование Закона о представительстве народа 1918 года, в соответствии с которым некоторым женщинам впервые в Соединенном Королевстве было разрешено голосовать.
В 2019 году на бывшем доме Маркевичей в Дублине, Surrey House на Ленстер-роуд в Ратмайнсе, была открыта мемориальная доска городским советом Дублина.
В 2008 году в украинском селе Животовка в Винницкой области, где Констанция останавливалась у семьи Маркевич в 1903 году, открылась комната, посвященная паре, с документами, привезенными из Лиссаделя.